# Breschnew-Doktrin

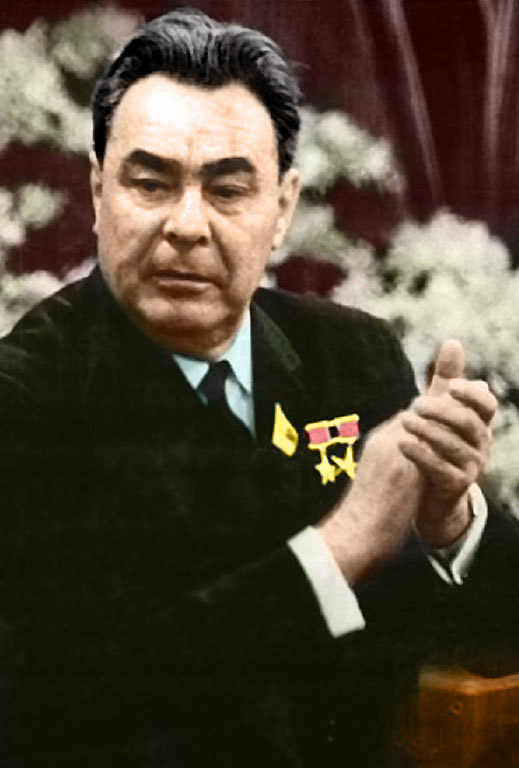
Leonid Breschnew, Generalsekretär der KPdSU 1964–1982

Als Breschnew-Doktrin über die „begrenzte Souveränität sozialistischer Länder“ wurde im Westen die politische Leitlinie der Sowjetunion aus dem Jahr 1968 bezeichnet. Die Hauptthese lautet: „Die Interessen und die Souveränität einzelner sozialistischer Staaten finden ihre Grenzen an den Interessen und der Sicherheit des gesamten sozialistischen Systems“. Leonid Breschnew verkündete diese Doktrin am 12. November 1968 und lieferte damit nachträglich eine Rechtfertigung für die Invasion der Truppen des Warschauer Paktes in die Tschechoslowakei am 21. August 1968.
Die Breschnew-Doktrin bestimmte die folgenden zwanzig Jahre die sowjetische Außenpolitik. Die Sowjetunion behielt sich damit das Recht auf ein militärisches Eingreifen vor, wenn sie in einem Land ihres Machtbereiches den Sozialismus gefährdet sah. Sie sicherte so die Vorherrschaft kommunistischer Parteien in den Ostblock-Staaten und den Fortbestand des Warschauer Paktes. Breschnews Nachfolger Michail Gorbatschow hob im Jahr 1989 die Doktrin auf. Daraufhin zerfiel der Ostblock.

## Vorgeschichte – der „Warschauer Brief“

Der Ostblock

Erste Formulierungen der Doktrin über die „begrenzte Souveränität sozialistischer Länder“, im Westen später die „Breschnew-Doktrin“ genannt, finden sich im sogenannten „Warschauer Brief“, den die führenden Vertreter kommunistischer Parteien der Sowjetunion, Bulgariens, Ungarns, Polens und der DDR am 15. Juli 1968 an die tschechoslowakische Staatsführung sandten. Darin forderten sie die tschechoslowakische Staatsführung ultimativ dazu auf, entschieden gegen, wie es im Brief heißt, „konterrevolutionäre Kräfte“, die die ČSSR „vom Weg des Sozialismus stoßen wollen“ vorzugehen. Die Parteiführungen der Sowjetunion und ihrer osteuropäischen Satellitenstaaten empfanden die Ereignisse des Prager Frühlings als eine Bedrohung, sie fürchteten ein Überspringen der Reformbewegung auf ihre Länder und damit eine Schwächung ihrer Macht. Im Text heißt es:

„Wir können […] nicht damit einverstanden sein, dass feindliche Kräfte Ihr Land vom Weg des Sozialismus stoßen und die Gefahr einer Lostrennung der Tschechoslowakei von der sozialistischen Gemeinschaft heraufbeschwören. Das sind nicht mehr nur Ihre Angelegenheiten. Das sind die gemeinsamen Angelegenheiten aller kommunistischen und Arbeiterparteien und aller durch Bündnis, durch Zusammenarbeit und Freundschaft vereinten Staaten. Das sind die gemeinsamen Angelegenheiten unserer Staaten, die sich im Warschauer Vertrag vereinigt haben, […]
Und wir werden niemals damit einverstanden sein, dass diese historischen Errungenschaften des Sozialismus, die Unabhängigkeit und Sicherheit aller unserer Völker in Gefahr geraten. […] Nach unserer Überzeugung ist eine Situation entstanden, in welcher die Bedrohung der Grundlagen des Sozialismus in der Tschechoslowakei die gemeinsamen Lebensinteressen der übrigen sozialistischen Länder gefährdet.“

## Formulierung der Doktrin
Die Breschnew-Doktrin wurde nie in einem offiziellen Dokument der sowjetischen Staatsführung veröffentlicht. Aber das dahinterstehende Prinzip der „begrenzten Souveränität sozialistischer Länder“ hat die KPdSU-Führung noch im Herbst 1968, unmittelbar nach der Invasion der Truppen des Warschauer Paktes in die Tschechoslowakei, gleich in zwei Verlautbarungen klargestellt.

### Artikel aus derPrawdavom 26.September 1968
Am 26. September 1968 erschien in der sowjetischen Tageszeitung Prawda ein Aufsatz mit dem Titel: Souveränität und internationale Pflichten sozialistischer Länder, worin die Grenzen der Souveränität einzelner Staaten des kommunistischen Blocks aufgezeigt und das Interventionsrecht der „sozialistischen Bruderländer“ begründet wurden. Im Text heißt es:

„Die Völker der sozialistischen Länder, die kommunistischen Parteien, haben die uneingeschränkte Freiheit und sie müssen sie haben, die Entwicklungswege ihres Landes zu bestimmen. Jedoch darf keine Entscheidung von ihrer Seite entweder dem Sozialismus in ihrem Land oder den Grundinteressen der anderen sozialistischen Länder […] Schaden zufügen.
Jeder Kommunistischen Partei steht es frei, die Prinzipien des Marxismus-Leninismus und des Sozialismus in ihrem Land anzuwenden, sie darf jedoch nicht von diesen Prinzipien abweichen (wenn sie eine Kommunistische Partei bleiben will). […] Die Schwächung eines Gliedes des Weltsystems des Sozialismus wirkt sich direkt auf alle sozialistischen Länder aus, die sich demgegenüber nicht gleichgültig verhalten können.“

Der Artikel schließt mit einer ausdrücklichen Rechtfertigung der Invasion in die Tschechoslowakei:

„Die UdSSR und die anderen sozialistischen Staaten mussten ihre internationalistische Pflicht gegenüber dem Brudervolk der Tschechoslowakei erfüllen und ihre eigenen sozialistischen Errungenschaften verteidigen. Sie mussten entschlossen gegen die antisozialistischen Kräfte in der Tschechoslowakei handeln.“

### Breschnews Rede vom 12. November 1968
In seiner Rede auf dem Parteitag der Polnischen Vereinigten Arbeiterpartei am 12. November 1968 in Warschau machte Leonid Breschnew dann die Doktrin über die „begrenzte Souveränität sozialistischer Länder“ zur offiziellen Leitlinie der sowjetischen Politik – sie wurde damit zur „Breschnew-Doktrin“. Breschnew stellte klar:

„Die KPdSU setzte sich immer dafür ein, dass jedes sozialistische Land die konkreten Formen seiner Entwicklung auf dem Wege zum Sozialismus unter Berücksichtigung der Eigenart seiner nationalen Bedingungen selbst bestimmte. Aber bekanntlich, Genossen, gibt es auch allgemeine Gesetzmäßigkeiten des sozialistischen Aufbaus, und ein Abweichen von diesen Gesetzmäßigkeiten könnte zu einem Abweichen vom Sozialismus im Allgemeinen führen.
Und wenn innere und äußere, dem Sozialismus feindliche Kräfte die Entwicklung eines sozialistischen Landes zu wenden und auf eine Wiederherstellung der kapitalistischen Zustände zu drängen versuchen, wenn also eine ernste Gefahr für die Sache des Sozialismus in diesem Lande, eine Gefahr für die Sicherheit der ganzen sozialistischen Gemeinschaft entsteht – dann wird dies nicht nur zu einem Problem für das Volk dieses Landes, sondern auch zu einem gemeinsamen Problem, zu einem Gegenstand der Sorge aller sozialistischen Länder.“

Die Entscheidung darüber, ob der Sozialismus bedroht sei, lag allein bei der sowjetischen Parteiführung. Das Prinzip der „begrenzten Souveränität“ bedeutete, dass die Sowjetunion für sich das Recht beanspruchte, Oppositionsbewegungen in verbündeten sozialistischen Ländern notfalls mit militärischer Gewalt niederzuschlagen. Breschnew lieferte damit nachträglich die Begründung und die politische Rechtfertigung für die Invasion der Truppen des Warschauer Paktes in die Tschechoslowakei am 21. August 1968 und für die Niederschlagung des Prager Frühlings.

## Bedeutung der Doktrin
Nach Meinung des späteren Bundeskanzlers Helmut Schmidt stellte die Breschnew-Doktrin nicht nur eine „Drohung mit Intervention gegen die Mitglieder des Warschauer Paktes“ dar, sondern in der Erweiterung auf „die ganze sozialistische Gemeinschaft“ auch eine Drohung gegen kommunistische Staaten außerhalb des Bündnisses. In Breschnews Behauptung eines „klassengebundenen sozialistischen Völkerrechtes“ sah Schmidt in letzter Konsequenz auch eine „Drohung oder vorwegnehmende Rechtfertigung von Interventionen gegen nicht-kommunistische Staaten“.
Jugoslawien, Rumänien und Albanien wiesen den sowjetischen Führungsanspruch zurück, ihre kommunistischen Parteien betrieben eine eigenständige Politik. Die übrigen Ostblockstaaten – Tschechoslowakei, Bulgarien, Ungarn, Polen und DDR – akzeptierten ihn. In der Tschechoslowakei fand nach der Niederschlagung des Prager Frühlings die Phase der sogenannten Normalisierung statt. Die neue kommunistische Parteiführung identifizierte sich voll mit der Breschnew-Doktrin und machte im Dokument „Lehren aus der krisenhaften Entwicklung“ die Interpretation der Invasion als „brüderliche Hilfe“ für alle Bürger verbindlich.

## Intervention in Afghanistan
Ob die Sowjetische Intervention in Afghanistan im Dezember 1979 eine Folge der Breschnew-Doktrin war, ist in der Forschung umstritten. Der deutsche Politikwissenschaftler Helmut Hubel glaubt das nicht, da Afghanistan unter dem Taraki-Regime nicht als sozialistischer Staat galt, sondern nur als „Staat sozialistischer Orientierung“. Aus einer Position der eigenen Stärke sei es der Sowjetführung darum gegangen, ihre bereits sicher geglaubte Machtposition zu verteidigen und Afghanistan in ihrer Einflusssphäre zu behalten. Der deutsche Osteuropahistoriker Bernhard Chiari sieht die Intervention dagegen durchaus in der Breschnew-Doktrin und einer leninistischen Revolutionstheorie motiviert.
Die Afghanistan-Intervention stellte für die Breschnew-Doktrin einen Wendepunkt dar. Der Krieg zwang die sowjetische Führung, Interventionen als Instrument der Außenpolitik einer Neubewertung zu unterziehen. Die weitreichenden Sanktionen der USA trafen die sowjetische Wirtschaft und rückten die Wichtigkeit des verbleibenden Handels mit Westeuropa in den Vordergrund, der durch die Zunahme weiterer Spannungen zwischen Ost und West gefährdet wäre.

## Solidarność-Bewegung in Polen 1980/81
Im August 1980 stürzten Streiks der Solidarność-Bewegung die kommunistische Regierung der Volksrepublik Polen in eine Krise. 1981 griffen die Unruhen auf die Sowjetunion über. Auch in den baltischen Sowjetrepubliken wurden Fabriken bestreikt. Die Sowjets schlossen die Grenze zu Polen und setzten Tourismus und kulturellen Austausch aus. Die Welt wartete nervös auf eine Reaktion des Kremls, aber Breschnew war nicht bereit, eine weitere Militäroperation zu genehmigen. Der KGB-Vorsitzende Juri Andropow erklärte gegenüber einem Vertrauten: „Das Limit unserer Interventionen im Ausland ist ausgeschöpft“. Eine Militärintervention hätte den europäischen Entspannungsprozess komplett zum Erliegen gebracht und selbst die größte Errungenschaft der sowjetischen Außenpolitik, den Helsinki-Prozess gefährdet. Die Solidarność-Bewegung hatte damit dem Herrschaftsanspruch der Sowjetunion über Osteuropa einen herben Schlag verpasst und so hatte auch die Breschnew-Doktrin schon 1981 praktisch ihre Gültigkeit verloren.

## Ende der Doktrin

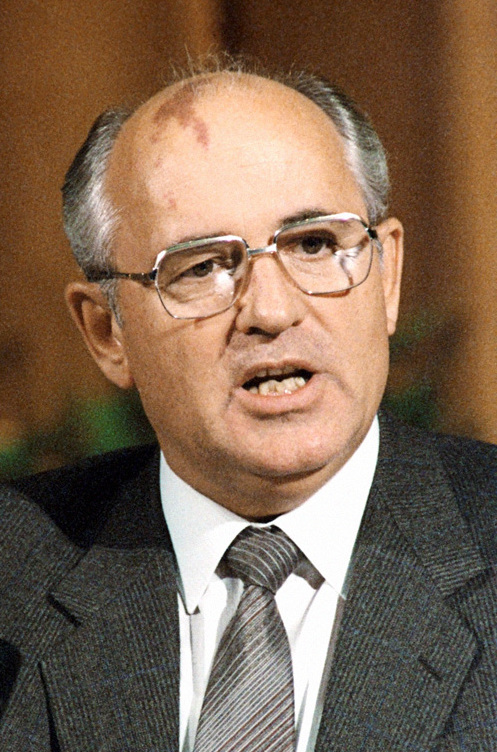
Michail Gorbatschow, Generalsekretär der KPdSU 1985 bis 1991

Die Machtübernahme von Michail Gorbatschow am 11. März 1985 veränderte die Außenpolitik der Sowjetunion und die Beziehungen innerhalb des Ostblocks grundlegend. Er war entschlossen, den Kalten Krieg zu beenden und die Beziehungen zum Westen zu verbessern. Während der Beisetzungsfeierlichkeiten für seinen Amtsvorgänger Konstantin Tschernenko am 12. März 1985 erklärte Gorbatschow gegenüber den anwesenden Staatschefs der Ostblockstaaten die Breschnew-Doktrin für beendet. Doch nicht alle wollten der Erklärung Glauben schenken, garantierte ihnen die sowjetische Militärmacht doch die Machtposition in ihren Ländern.
In seiner Rede vor der Generalversammlung der UNO am 7. Dezember 1988 kündigte Gorbatschow einen deutlichen Abbau der sowjetischen Truppen in Osteuropa an und sagte, dass „Gewalt und Androhung von Gewalt keine Instrumente der Außenpolitik mehr sein können und dürfen. […] Die Freiheit der Wahl ist ein allgemeines Prinzip, für das es keine Ausnahme geben darf.“
Ein halbes Jahr später verdeutlichte Gorbatschow bei der Tagung des Politisch-Beratenden Ausschusses der Warschauer Vertragsstaaten in Bukarest am 7. Juli 1989 die politischen Konsequenzen dieser geänderten Strategie. Im Abschlusskommuniqué heißt es:

„dass jedes Volk selbst das Schicksal seines Landes bestimmt und das Recht hat, selbst das gesellschaftspolitische und ökonomische System, die staatliche Ordnung, die es für sich als geeignet betrachtet, zu wählen. Für die Gestaltung der Gesellschaft gibt es nicht nur einen Standard […] Kein Land darf den Verlauf der Ereignisse innerhalb eines anderen Landes diktieren, keiner darf sich die Rolle eines Richters oder Schiedsrichters anmaßen.“

Das war das offizielle Ende der Breschnew-Doktrin. Die Abkehr von der Breschnew-Doktrin bedeutete auch das Ende der Bestandsgarantien für die kommunistischen Regime der Ostblockstaaten. Das Abschlussdokument vom 7. Juli 1989 fand eine ungeteilte Zustimmung in Polen und Ungarn, wo sich die Reformer inzwischen durchgesetzt hatten. Die noch regierenden kommunistischen Hardliner in der Tschechoslowakei, Bulgarien, Rumänien und der DDR betrachteten jedoch den Rückzug des „großen Bruders“ mit großer Sorge.
Beim Besuch des sowjetischen Außenministers Eduard Schewardnadse in Helsinki im Oktober 1989 gab dessen Sprecher Gennadi Gerassimow dieser neuen sowjetischen Linie scherzhaft den Namen „Sinatra-Doktrin“. The New York Times berichtete am 26. Oktober 1989 über die Pressekonferenz:

„Sein Sprecher nahm das Thema scherzhaft auf und sagte, Moskau habe die Sinatra-Doktrin in Osteuropa übernommen. Sie kennen das Lied von Frank Sinatra, I Did It My Way? [Das war mein Weg]“, sagte Gennadi I. Gerassimow zu den Reportern. „Ungarn und Polen gehen ihren eigenen Weg. Ich denke, die Breschnew-Doktrin ist tot", fügte er hinzu und verwendete dabei die im Westen geläufige Bezeichnung für die vorherige sowjetische Politik.“

Das Ende der Breschnew-Doktrin führte sehr schnell zum Fall der kommunistischen Parteien im gesamten Ostblock und zum Zusammenbruch des Warschauer Paktes. Es zeigte sich, dass das sozialistische Regime keinerlei Rückhalt in der Bevölkerung hatte und ohne die Drohkulisse der sowjetischen Panzer chancenlos war.